# 于斯塔德市镇
55°25′N 13°50′E / 55.417°N 13.833°E
于斯塔德市镇（瑞典語：Ystad kommun）是瑞典南部斯科讷省的一个市镇。其治所位于于斯塔德。